# Lista das pessoas mais velhas do mundo
Esta é uma lista das 100 pessoas mais idosas do mundo, cuja longevidade foi comprovada documentalmente. As pessoas que constam nesta lista tiveram a sua longevidade reconhecida pelo Guinness World Records ou pelo Gerontology Research Group (GRG).
O título de pessoa mais velha da história é atribuído à francesa Jeanne Calment, que morreu em 4 de agosto de 1997, aos 122 anos e 164 dias. Atualmente, a pessoa mais velha do mundo é a britânica Ethel Caterham, com 115 anos e 344 dias.

## Geral
Pessoa falecida
      Pessoa viva
Etnia: C (Caucasiano) – N (Negro) – O (Oriental)
| Pos. | Nome                            | S. | Nascimento              | Morte                   | Idade               | Idade (em dias) | Etnia | País                     |
| ---- | ------------------------------- | -- | ----------------------- | ----------------------- | ------------------- | --------------- | ----- | ------------------------ |
| 1    | Jeanne Calment                  | F  | 21 de fevereiro de 1875 | 4 de agosto de 1997     | 122 anos e 164 dias | 44724           | C     | França                   |
| 2    | Kane Tanaka                     | F  | 2 de janeiro de 1903    | 19 de abril de 2022     | 119 anos e 107 dias | 43572           | O     | Japão                    |
| 3    | Sarah Knauss                    | F  | 24 de setembro de 1880  | 30 de dezembro de 1999  | 119 anos e 97 dias  | 43560           | C     | Estados Unidos           |
| 4    | Lucile Randon/Irmã André        | F  | 11 de fevereiro de 1904 | 17 de janeiro de 2023   | 118 anos e 340 dias | 43440           | C     | França                   |
| 5    | Nabi Tajima                     | F  | 4 de agosto de 1900     | 21 de abril de 2018     | 117 anos e 260 dias | 42994           | O     | Japão                    |
| 6    | Marie-Louise Meilleur           | F  | 29 de setembro de 1880  | 16 de abril de 1998     | 117 anos e 199 dias | 42932           | C     | Canadá                   |
| 7    | Violet Brown                    | F  | 10 de março de 1900     | 15 de setembro de 2017  | 117 anos e 189 dias | 42923           | N     | Jamaica                  |
| 8    | María Branyas Morera            | F  | 4 de março de 1907      | 19 de agosto de 2024    | 117 anos e 168 dias | 42903           | C     | Espanha · Estados Unidos |
| 9    | Emma Morano                     | F  | 29 de novembro de 1899  | 15 de abril de 2017     | 117 anos e 137 dias | 42871           | C     | Itália                   |
| 10   | Chiyo Miyako                    | F  | 2 de maio de 1901       | 22 de julho de 2018     | 117 anos e 81 dias  | 42815           | O     | Japão                    |
| 11   | Delphia Welford                 | F  | 9 de setembro de 1875   | 14 de novembro de 1992  | 117 anos e 66 dias  | 42800           | N     | Estados Unidos           |
| 12   | Misao Okawa                     | F  | 5 de março de 1898      | 1 de abril de 2015      | 117 anos e 27 dias  | 42760           | O     | Japão                    |
| 13   | Inah Canabarro Lucas            | F  | 8 de junho de 1908      | 30 de abril de 2025     | 116 anos e 326 dias | 42695           | C     | Brasil                   |
| 14   | Francisca Celsa dos Santos      | F  | 21 de outubro de 1904   | 5 de outubro de 2021    | 116 anos e 349 dias | 42718           | N     | Brasil                   |
| 15   | María Ester de Capovilla        | F  | 14 de setembro de 1889  | 27 de agosto de 2006    | 116 anos e 347 dias | 42715           | C     | Equador                  |
| 16   | Susannah Mushatt Jones          | F  | 6 de julho de 1899      | 12 de maio de 2016      | 116 anos e 311 dias | 42679           | N     | Estados Unidos           |
| 17   | Gertrude Weaver                 | F  | 4 de julho de 1898      | 6 de abril de 2015      | 116 anos e 276 dias | 42644           | N     | Estados Unidos           |
| 18   | Fusa Tatsumi                    | F  | 25 de abril de 1907     | 12 de dezembro de 2023  | 116 anos e 231 dias | 42600           | O     | Japão                    |
| 19   | Antônia da Santa Cruz           | F  | 13 de junho de 1905     | 23 de janeiro de 2022   | 116 anos e 224 dias | 42593           | C     | Brasil                   |
| 20   | Tomiko Itooka                   | F  | 23 de maio de 1908      | 29 de dezembro de 2024  | 116 anos e 220 dias | 42589           | O     | Japão                    |
| 21   | Tane Ikai                       | F  | 18 de janeiro de 1879   | 12 de julho de 1995     | 116 anos e 175 dias | 42543           | O     | Japão                    |
| 22   | Jeanne Bot                      | F  | 14 de janeiro de 1905   | 22 de maio de 2021      | 116 anos e 128 dias | 42497           | C     | França                   |
| 23   | Elizabeth Bolden                | F  | 15 de agosto de 1890    | 11 de dezembro de 2006  | 116 anos e 118 dias | 42486           | N     | Estados Unidos           |
| 24   | Besse Cooper                    | F  | 26 de agosto de 1896    | 4 de dezembro de 2012   | 116 anos e 100 dias | 42468           | C     | Estados Unidos           |
| 25   | Maria-Giuseppa Robucci-Nargiso  | F  | 20 de março de 1903     | 18 de junho de 2019     | 116 anos e 90 dias  | 42459           | C     | Itália                   |
| 26   | Tekla Juniewicz                 | F  | 10 de junho de 1906     | 19 de agosto de 2022    | 116 anos e 70 dias  | 42439           | C     | Ucrânia · Polónia        |
| 27   | Jiroemon Kimura                 | M  | 19 de abril de 1897     | 12 de junho de 2013     | 116 anos e 54 dias  | 42422           | O     | Japão                    |
| 28   | Ana María Vela Rubio            | F  | 29 de outubro de 1901   | 15 de dezembro de 2017  | 116 anos e 47 dias  | 42416           | C     | Espanha                  |
| 29   | Giuseppina Projetto-Frau        | F  | 30 de maio de 1902      | 6 de julho de 2018      | 116 anos e 37 dias  | 42406           | C     | Itália                   |
| 30   | Jeralean Talley                 | F  | 23 de maio de 1899      | 17 de junho de 2015     | 116 anos e 25 dias  | 42393           | N     | Estados Unidos           |
| 31   | Edie Ceccarelli                 | F  | 5 de fevereiro de 1908  | 22 de fevereiro de 2024 | 116 anos e 17 dias  | 42386           | C     | Estados Unidos           |
| 32   | Shigeyo Nakachi                 | F  | 1 de fevereiro de 1905  | 11 de janeiro de 2021   | 115 anos e 345 dias | 42348           | O     | Japão                    |
| 33   | Maggie Barnes                   | F  | 6 de março de 1882      | 19 de janeiro de 1998   | 115 anos e 319 dias | 42322           | N     | Estados Unidos           |
| 34   | Dina Manfredini                 | F  | 4 de abril de 1897      | 17 de dezembro de 2012  | 115 anos e 257 dias | 42260           | C     | Itália · Estados Unidos  |
| 35   | Shimoe Akiyama                  | F  | 19 de maio de 1903      | 29 de janeiro de 2019   | 115 anos e 255 dias | 42259           | O     | Japão                    |
| 36   | Christian Mortensen             | M  | 16 de agosto de 1882    | 25 de abril de 1998     | 115 anos e 252 dias | 42255           | C     | Dinamarca                |
| 37   | Hester Ford                     | F  | 15 de agosto de 1905    | 17 de abril de 2021     | 115 anos e 245 dias | 42249           | N     | Estados Unidos           |
| 38   | Charlotte Hughes                | F  | 1 de agosto de 1877     | 17 de março de 1993     | 115 anos e 228 dias | 42231           | C     | Reino Unido              |
| 39   | Edna Parker                     | F  | 20 de abril de 1893     | 26 de novembro de 2008  | 115 anos e 220 dias | 42223           | C     | Estados Unidos           |
| 40   | Mary Ann Rhodes                 | F  | 12 de agosto de 1882    | 3 de março de 1998      | 115 anos e 203 dias | 42206           | C     | Canadá                   |
| 41   | Harumi Nakamura                 | F  | 15 de março de 1900     | 27 de setembro de 2015  | 115 anos e 196 dias | 42199           | O     | Japão                    |
| 42   | Margaret Skeete                 | F  | 27 de outubro de 1878   | 7 de maio de 1994       | 115 anos e 192 dias | 42195           | C     | Estados Unidos           |
| 43   | Bernice Madigan                 | F  | 24 de julho de 1899     | 3 de janeiro de 2015    | 115 anos e 163 dias | 42166           | C     | Estados Unidos           |
| 44   | Gertrude Baines                 | F  | 6 de abril de 1894      | 11 de setembro de 2009  | 115 anos e 158 dias | 42161           | N     | Estados Unidos           |
| 45   | Emiliano Mercado del Toro       | M  | 21 de agosto de 1891    | 24 de janeiro de 2007   | 115 anos e 156 dias | 42159           | C     | Porto Rico               |
| 46   | Bettie Wilson                   | F  | 13 de setembro de 1890  | 13 de fevereiro de 2006 | 115 anos e 153 dias | 42156           | N     | Estados Unidos           |
| 47   | Shin Matsuhita                  | F  | 30 de março de 1904     | 27 de agosto de 2019    | 115 anos e 150 dias | 42153           | O     | Japão                    |
| 48   | Ethel Caterham                  | F  | 21 de agosto de 1909    | Pessoa viva             | 115 anos e 344 dias | 42348           | C     | Reino Unido              |
| 49   | Iris Westman                    | F  | 28 de agosto de 1905    | 3 de janeiro de 2021    | 115 anos e 128 dias | 42132           | C     | Estados Unidos           |
| 50   | Okagi Hayashi                   | F  | 2 de setembro de 1909   | Pessoa viva             | 115 anos e 332 dias | 42336           | O     | Japão                    |
| 51   | Julie Winnefred Bertrand        | F  | 16 de setembro de 1891  | 18 de janeiro de 2007   | 115 anos e 124 dias | 42127           | C     | Canadá                   |
| 52   | Maria de Jesus                  | F  | 10 de setembro de 1893  | 2 de janeiro de 2009    | 115 anos e 114 dias | 42117           | C     | Portugal                 |
| 53   | Marie-Josephine Gaudette        | F  | 25 de março de 1902     | 13 de julho de 2017     | 115 anos e 110 dias | 42114           | C     | Estados Unidos · Itália  |
| 54   | Thelma Sutcliffe                | F  | 1 de outubro de 1906    | 17 de janeiro de 2022   | 115 anos e 108 dias | 42112           | C     | Estados Unidos           |
| 54   | Susie Gibson                    | F  | 31 de outubro de 1890   | 16 de fevereiro de 2006 | 115 anos e 108 dias | 42111           | C     | Estados Unidos           |
| 56   | Edna Kern                       | F  | 25 de março de 1900     | 13 de julho de 2017     | 117 anos e 110 dias | 42844           | C     | Estados Unidos           |
| 57   | Elizabeth Francis               | F  | 25 de julho de 1909     | 22 de outubro de 2024   | 115 anos e 89 dias  | 42093           | N     | Estados Unidos           |
| 58   | Casilda Benegas Gallego         | F  | 8 de abril de 1907      | 28 de junho de 2022     | 115 anos e 81 dias  | 42085           | C     | Paraguai · Argentina     |
| 59   | Augusta Holtz                   | F  | 3 de agosto de 1871     | 21 de outubro de 1986   | 115 anos e 79 dias  | 42082           | C     | Polónia · Estados Unidos |
| 60   | Valentine Ligny                 | F  | 22 de outubro de 1906   | 4 de janeiro de 2022    | 115 anos e 74 dias  | 42078           | C     | França                   |
| 61   | Hendrikje van Andel-Schipper    | F  | 29 de junho de 1890     | 30 de agosto de 2005    | 115 anos e 62 dias  | 42065           | C     | Países Baixos            |
| 62   | Bessie Hendricks                | F  | 7 de novembro de 1907   | 3 de janeiro de 2023    | 115 anos e 57 dias  | 42061           | C     | Estados Unidos           |
| 63   | Maude Farris-Luse               | F  | 21 de janeiro de 1887   | 18 de março de 2002     | 115 anos e 56 dias  | 42059           | C     | Estados Unidos           |
| 64   | Mina Kitagawa                   | F  | 3 de novembro de 1905   | 19 de dezembro de 2020  | 115 anos e 46 dias  | 42050           | O     | Japão                    |
| 65   | Marie Brémont                   | F  | 25 de abril de 1886     | 6 de junho de 2001      | 115 anos e 42 dias  | 42045           | C     | França                   |
| 66   | Yoshi Otsunari                  | F  | 17 de dezembro de 1906  | 26 de janeiro de 2022   | 115 anos e 40 dias  | 42044           | O     | Japão                    |
| 67   | Koto Okubo                      | F  | 24 de dezembro de 1897  | 12 de janeiro de 2013   | 115 anos e 19 dias  | 42022           | O     | Japão                    |
| 68   | Antonia Gerena Rivera           | F  | 19 de maio de 1900      | 2 de junho de 2015      | 115 anos e 14 dias  | 42017           | C     | Porto Rico               |
| 69   | Chiyono Hasegawa                | F  | 20 de novembro de 1896  | 2 de dezembro de 2011   | 115 anos e 12 dias  | 42014           | O     | Japão                    |
| 70   | Annie Jennings                  | F  | 12 de novembro de 1884  | 20 de novembro de 1999  | 115 anos e 8 dias   | 42010           | C     | Reino Unido              |
| 71   | Anônima (Hyogo)                 | F  | 29 de abril de 1907     | 30 de abril de 2022     | 115 anos e 1 dia    | 42005           | O     | Japão                    |
| 72   | Eva Morris                      | F  | 8 de novembro de 1885   | 2 de novembro de 2000   | 114 anos e 360 dias | 41997           | C     | Reino Unido              |
| 73   | Kama Chinen                     | F  | 10 de maio de 1895      | 2 de maio de 2010       | 114 anos e 357 dias | 41995           | O     | Japão                    |
| 74   | Sofia Rojas                     | F  | 13 de agosto de 1907    | 30 de julho de 2022     | 114 anos e 351 dias | 41990           | C     | Colômbia                 |
| 75   | Maria Gomes Valentim            | F  | 9 de julho de 1896      | 21 de junho de 2011     | 114 anos e 347 dias | 41984           | C     | Brasil                   |
| 76   | Mary Bidwell                    | F  | 19 de maio de 1881      | 25 de abril de 1996     | 114 anos e 342 dias | 41979           | C     | Estados Unidos           |
| 77   | Hazel Plummer                   | F  | 19 de junho de 1908     | 25 de maio de 2023      | 114 anos e 340 dias | 41978           | C     | Estados Unidos           |
| 78   | Ophelia Burks                   | F  | 25 de outubro de 1903   | 27 de setembro de 2018  | 114 anos e 337 dias | 41976           | N     | Estados Unidos           |
| 79   | Juan Vicente Perez Mora         | M  | 27 de maio de 1909      | 2 de abril de 2024      | 114 anos e 311 dias | 41949           | C     | Venezuela                |
| 80   | Kahoru Furuya                   | F  | 18 de fevereiro de 1908 | 25 de dezembro de 2022  | 114 anos e 310 dias | 41949           | O     | Japão                    |
| 81   | Mary Josephine Ray              | F  | 17 de maio de 1895      | 7 de março de 2010      | 114 anos e 294 dias | 41932           | C     | Canadá · Estados Unidos  |
| 82   | Goldie Steinberg                | F  | 30 de outubro de 1900   | 16 de agosto de 2015    | 114 anos e 290 dias | 41928           | C     | Rússia · Estados Unidos  |
| 83   | Kiyoko Ishiguro                 | F  | 4 de março de 1901      | 5 de dezembro de 2015   | 114 anos e 276 dias | 41914           | O     | Japão                    |
| 84   | Maria do Couto Maia-Lopes       | F  | 24 de outubro de 1890   | 25 de julho de 2005     | 114 anos e 274 dias | 41912           | N     | França                   |
| 84   | Eudoxie Baboul                  | F  | 1 de outubro de 1901    | 1 de julho de 2016      | 114 anos e 274 dias | 41912           | C     | Portugal                 |
| 86   | Ramona Trinidad Iglesias-Jordan | F  | 31 de agosto de 1889    | 29 de maio de 2004      | 114 anos e 272 dias | 41909           | C     | Porto Rico               |
| 87   | Yukie Hino                      | F  | 17 de abril de 1902     | 13 de janeiro de 2017   | 114 anos e 271 dias | 41910           | O     | Japão                    |
| 88   | Charlotte Kretschmann           | F  | 3 de dezembro de 1909   | 27 de agosto de 2024    | 114 anos e 268 dias | 41906           | C     | Alemanha                 |
| 89   | Delphine Gibson                 | F  | 17 de agosto de 1903    | 9 de maio de 2018       | 114 anos e 265 dias | 41904           | N     | Estados Unidos           |
| 90   | Eugénie Blanchard               | F  | 16 de fevereiro de 1896 | 4 de novembro de 2010   | 114 anos e 261 dias | 41899           | C     | França                   |
| 91   | Venere Pizzinato                | F  | 23 de novembro de 1896  | 2 de agosto de 2011     | 114 anos e 252 dias | 41889           | C     | Itália                   |
| 92   | Neva Morris                     | F  | 3 de agosto de 1895     | 6 de abril de 2010      | 114 anos e 246 dias | 41884           | C     | Estados Unidos           |
| 93   | Hide Ohira                      | F  | 15 de setembro de 1880  | 9 de maio de 1995       | 114 anos e 236 dias | 41873           | O     | Japão                    |
| 94   | Blanche Cobb                    | F  | 8 de setembro de 1900   | 1 de maio de 2015       | 114 anos e 235 dias | 41873           | C     | Estados Unidos           |
| 95   | Ethel Lang                      | F  | 27 de maio de 1900      | 15 de janeiro de 2015   | 114 anos e 233 dias | 41871           | C     | Reino Unido              |
| 96   | Mila Mangold                    | F  | 14 de novembro de 1907  | 2 de julho de 2022      | 114 anos e 230 dias | 41869           | C     | Estados Unidos           |
| 97   | Masa Matsumoto                  | F  | 29 de novembro de 1909  | 9 de julho de 2024      | 114 anos e 223 dias | 41861           | O     | Japão                    |
| 98   | Yone Minagawa                   | F  | 4 de janeiro de 1893    | 13 de agosto de 2007    | 114 anos e 221 dias | 41858           | O     | Japão                    |
| 99   | María Antonia Castro            | F  | 10 de junho de 1881     | 16 de janeiro de 1996   | 114 anos e 220 dias | 41857           | C     | Espanha                  |
| 100  | Ura Koyama                      | F  | 30 de agosto de 1890    | 5 de abril de 2005      | 114 anos e 218 dias | 41856           | O     | Japão                    |
| 100  | Carrie Lazenby                  | F  | 9 de fevereiro de 1882  | 14 de setembro de 1996  | 114 anos e 218 dias | 41855           | N     | Estados Unidos           |

## Lista dos homens mais velhos de sempre verificados
Falecido
      Vivo
Ver nota.
| Pos. | Nome                      | Nascimento             | Falecimento            | Idade               | País           |
| ---- | ------------------------- | ---------------------- | ---------------------- | ------------------- | -------------- |
| 1    | Jiroemon Kimura           | 19 de abril de 1897    | 12 de junho de 2013    | 116 anos e 54 dias  | Japão          |
| 2    | Christian Mortensen       | 16 de agosto de 1882   | 25 de abril de 1998    | 115 anos e 252 dias | Dinamarca      |
| 3    | Emiliano Mercado del Toro | 21 de agosto de 1891   | 24 de janeiro de 2007  | 115 anos e 156 dias | Porto Rico     |
| 4    | Juan Vicente Pérez        | 27 de maio de 1909     | 2 de abril de 2024     | 114 anos e 311 dias | Venezuela      |
| 5    | Walter Breuning           | 21 de setembro de 1896 | 14 de abril de 2011    | 114 anos e 205 dias | Estados Unidos |
| 6    | Yukichi Chuganji          | 23 de março de 1889    | 28 de setembro de 2003 | 114 anos e 189 dias | Japão          |
| 7    | Joan Riudavets            | 15 de dezembro de 1889 | 5 de março de 2004     | 114 anos e 81 dias  | Espanha        |
| 8    | Fred H. Hale, Sr.         | 1 de dezembro de 1890  | 19 de novembro de 2004 | 113 anos e 354 dias | Estados Unidos |
| 9    | Yisrael Kristal           | 15 de setembro de 1903 | 11 de agosto de 2017   | 113 anos e 330 dias | Polónia        |
| 10   | Johnson Parks             | 15 de outubro de 1884  | 17 de julho de 1998    | 113 anos e 275 dias | Estados Unidos |

## Últimos dez decanos da humanidade
Pessoa falecida       Pessoa viva
| N.º | Nome                       | Sexo | Nascimento              | Início                 | Término                | País                     |
| --- | -------------------------- | ---- | ----------------------- | ---------------------- | ---------------------- | ------------------------ |
| 10  | Emma Morano                | F    | 29 de novembro de 1899  | 12 de maio de 2016     | 15 de abril de 2017    | Itália                   |
| 9   | Violet Brown               | F    | 10 de março de 1900     | 15 de abril de 2017    | 15 de setembro de 2017 | Jamaica                  |
| 8   | Nabi Tajima                | F    | 4 de agosto de 1900     | 15 de setembro de 2017 | 21 de abril de 2018    | Japão                    |
| 7   | Chiyo Miyako               | F    | 2 de maio de 1901       | 21 de abril de 2018    | 22 de julho de 2018    | Japão                    |
| 6   | Kane Tanaka                | F    | 2 de janeiro de 1903    | 22 de julho de 2018    | 19 de abril de 2022    | Japão                    |
| 5   | Lucile Randon (Irmã André) | F    | 11 de fevereiro de 1904 | 19 de abril de 2022    | 17 de janeiro de 2023  | França                   |
| 4   | Maria Branyas Morera       | F    | 4 de março de 1907      | 17 de janeiro de 2023  | 14 de agosto de 2024   | Estados Unidos · Espanha |
| 3   | Tomiko Itooka              | F    | 23 de maio de 1908      | 14 de agosto de 2024   | 29 de dezembro de 2024 | Japão                    |
| 2   | Inah Canabarro Lucas       | F    | 8 de junho de 1908      | 29 de dezembro de 2024 | 30 de abril de 2025    | Brasil                   |
| 1   | Ethel Caterham             | F    | 21 de agosto de 1909    | 30 de abril de 2025    | Pessoa viva            | Reino Unido              |